# Jean-Baptiste Cartier

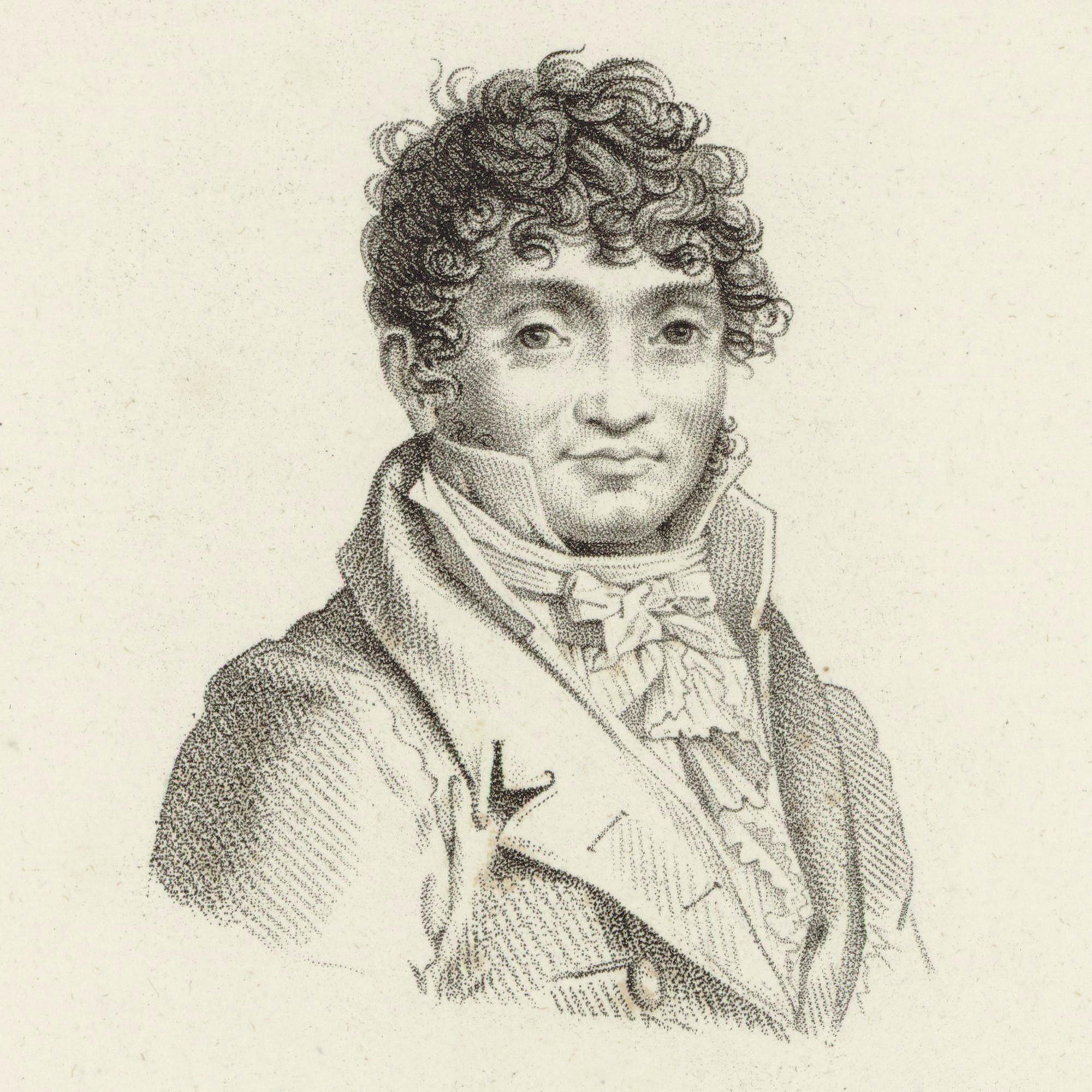
Jean-Baptiste Cartier

Jean-Baptiste Cartier (* 28. Mai 1765 in Avignon; † 1841 in Paris) war ein französischer Violinist, Violinpädagoge, Komponist und Musikverleger der Klassik.

## Leben
Jean-Baptiste Cartier, der Sohn eines Tanzmeisters, erhielt Violinunterricht bei einem Geistlichen namens Walraef in Marseille. Bereits gut ausgebildet, kam er 1783 nach Paris, um sein Können bei Giovanni Battista Viotti zu vervollständigen. Viotti führte ihn bei Hofe ein, wo Cartier ab 1785 bis zur Revolution als Violin-Begleiter von Königin Marie-Antoinette angestellt wurde. 1791 erhielt Cartier eine Anstellung als stellvertretender Konzertmeister an der Pariser Oper, eine Stellung, die er bis 1821 behielt. Er war von 1804 bis 1830 Mitglied der Musique de Napoléon und in Folge in den Hofkapellen der Könige Ludwig XVIII. und Karl X. bis zu deren Auflösung im Jahr 1830 tätig. Cartier unterrichtete zahlreiche Schüler des Konservatoriums, obschon er dort nie eine Anstellung hatte. Er übte jedoch großen Einfluss auf die junge Generation von Geigern aus, durch seine theoretische, dem Konservatorium gewidmete Violinschule, die erstmals 1798 und in einer erweiterten 3. Ausgabe 1803 erschien. Interessiert an der Musik aus vergangener Zeit, soll Cartier über eine Sammlung seltener historischer Instrumente verfügt haben.

## Werke

### Violinschule
Cartiers besonderes Verdienst ist sein Lehrwerk, in denen er das Studium der alten Meister als einen wichtigen Bestandteil der Ausbildung erachtete.
- „L'Art du violon ou Cellection choisie dans les sonates des écoles italienne, française et allemande“ (Paris, 1798 und 1799)
- Eine erweiterte dritte Auflage „L'Art du violon ou Division des écoles choisies dans les sonates“ (Paris, 1803) Insgesamt erschienen in dieser dritten Auflage 154 Sonaten oder Sonatensätze von bekannten Meistern des frühen 18. Jahrhunderts. Cartier veröffentlichte erstmals mehrere Werke von beispielsweise Giuseppe Tartini (Teufelstrillersonate aus dem Besitz von Pierre Baillot und L'Arte del arco mit ihren 50 Variationen über ein Gavottethema von Corelli), Pietro Nardini, (Sonate énigmatique), Gaetano Pugnani und Johann Sebastian Bach (Fuge in C-Dur für Violine ohne Bass), die bis dahin nur als handschriftliche Kopien im Umlauf waren. Im erläuternden ersten Teil benutzte Cartier die Grundelemente des Violinspiels, sich auf die Lehrbücher von Francesco Geminiani, Leopold Mozart und Théodore-Jean Tarade beriefen. Einen pädagogischen Teil und das Kapitel mit den verschiedenen technischen Elementen verfasste er selber. Eine Faksimileausgabe erschien 1972, die im Bereich der historischen Aufführungspraxis Beachtung findet.

### Instrumentalwerke (Auswahl)
Neben zahlreichen Caprices, Etuden, mehreren Duosammlungen sowie einigen Violinkonzerten, Sinfonien und zwei Opern die nicht zur Aufführung gelangten, die aber François-Joseph Fétis, der ihn persönlich gekannt hatte, als Handschriften in Cartiers Besitz erwähnte, veröffentlichte er unter anderem:
- Airs Variés aus Opern von Grétry, Salieri, Mozart op. 3
- 6 Violinsonaten mit Bass op. 6
- Sonate dans le style de Monsieur Lully („a corde ravalée“ Skordatur) in Begleitung einer 2. Violine op. 7
- 3 Grands Duos, dialogés et concertants op. 14